# Battaglia di Memmingen (1800)
La battaglia di Memmingen fu uno scontro avvenuto il 10 maggio 1800 tra l'esercito francese sotto il comando del generale Lecourbe e una parte dell'esercito austriaco sotto il comando del generale Kray. Gli imperiali, sconfitti il giorno precedente da Saint-Cyr a Biberach, si erano ritirati a Memmingen, dove Moreau li fece immediatamente attaccare. La battaglia si concluse con una vittoria repubblicana e gli austriaci furono nuovamente costretti a retrocedere.

## Contesto storico
La guerra era scoppiata nuovamente nel 1799, con le potenze della Coalizione (Regno Unito, Sacro Romano Impero e Impero russo in particolare) desiderosi di rovesciare la giovane repubblica francese e a insediare nuovamente la dinastia Borbone a comando della Francia. Le forze repubblicane, che avevano concluso la precedente guerra vittoriosamente, si ritrovarono in forte difficoltà, soprattutto in Italia ed in Germania, respinti più volte dalle forze del maresciallo Suvorov e dell'arciduca Carlo. Solo nella seconda parte dell'anno, grazie a dei gravi errori da parte degli strateghi della Coalizione, i francesi riuscirono a trovare qualche successo e a stabilizzare il fronte, sebbene la loro posizione restasse comunque critica.

## Antefatti

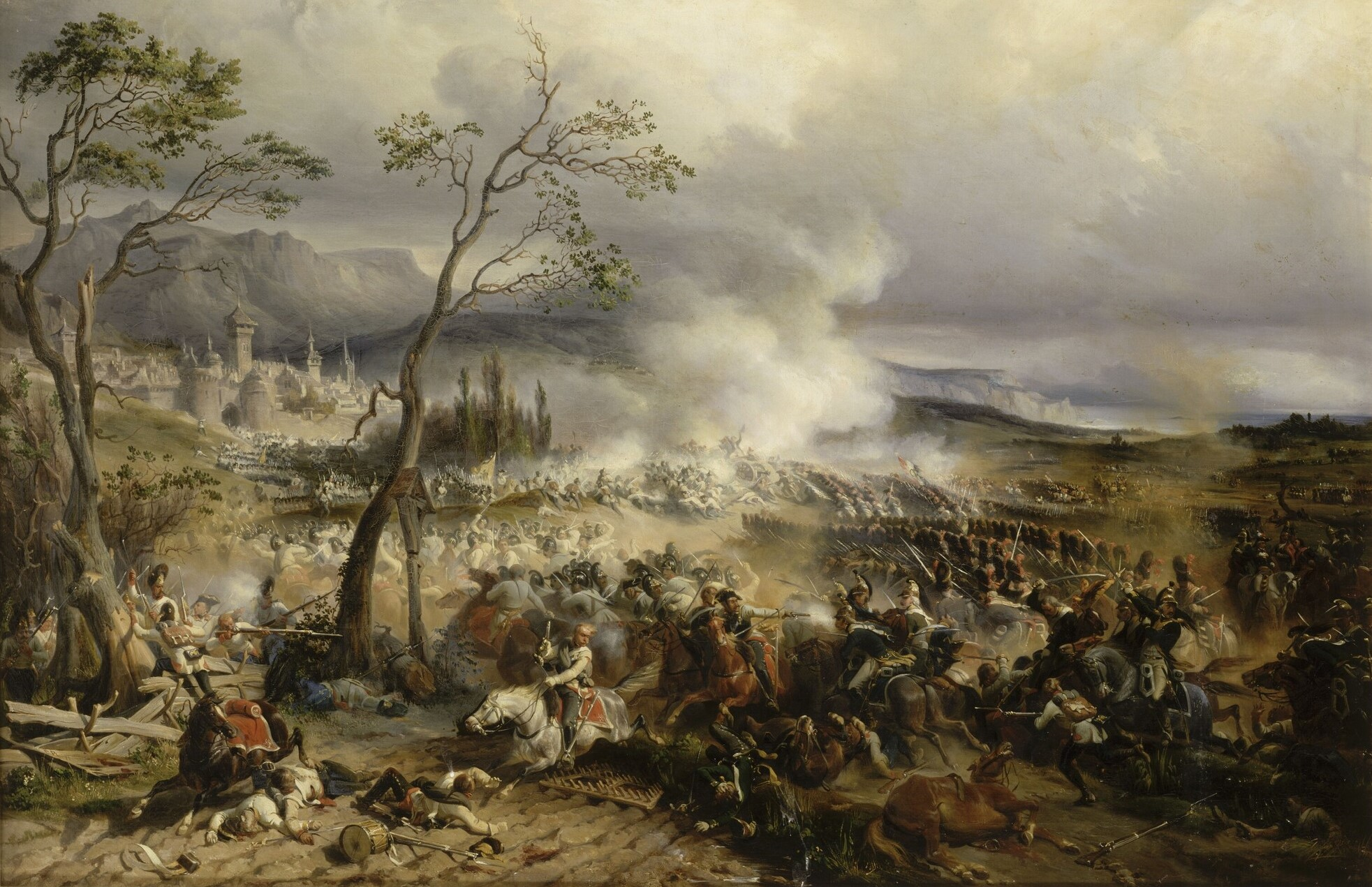
Battaglia di Stockach

Dopo il ritorno di Bonaparte dall'Egitto e la sua ascesa al potere come Primo Console, il governo francese, nel tentativo di guadagnare legittimità e favore popolare, cercò in ogni modo di arrivare ad una rapida conclusione del conflitto. In parte, questo fu garantito dal ritiro della Russia dalla coalizione. In seguito, Bonaparte mise il generale Moreau a comando dell'Armata del Reno e pianificò la strategia che l'esercito francese avrebbe adottato per raggiungere la vittoria finale: Moreau sarebbe avanzato in Germania mentre Napoleone, sfruttando il varco creato dalla ritirata austriaca, sarebbe passato attraverso le Alpi e avrebbe colpito alle spalle l'esercito austriaco in Italia. La collaborazione tra i due generali, che avevano ambizioni simili e caratteri opposti, non fu semplice ma, alla fine, il piano fu messo in moto: il 25 aprile l'esercito repubblicano iniziò la manovra di attraversamento del Reno e poco più di una settimana dopo i francesi trovarono le prime due vittorie sul suolo tedesco a Stockach e a Messkirch.
Gli austriaci, in inferiorità numerica e parzialmente disorganizzati dopo le due sconfitte, si ritirarono dietro al Danubio, cercando di rinfoltire i propri ranghi e trovare una strategia efficace per bloccare l'avanzata dei francesi. L'8 maggio, il generale Kray, comandante supremo dell'esercito imperiale in Germania, decise di occupare Biberach e Memmingen per rallentare l'avanzata dei repubblicani verso Ulma e mantenere il possesso dei depositi di munizioni e provviste delle due città. Il generale francese Saint-Cyr, avanzato con il suo corpo d'armata il giorno seguente, notò la testa di ponte dell'esercito imperiale nei pressi di Biberach e non esitò ad attaccarli: i francesi travolsero le posizioni nemiche, facendo incetta di morti e prigionieri, e costrinsero il nemico alla fuga. Notate le restanti forze austriache nei pressi della vicina città di Memmingen, Moreau incaricò il generale Lecourbe di occuparsene.

## La battaglia

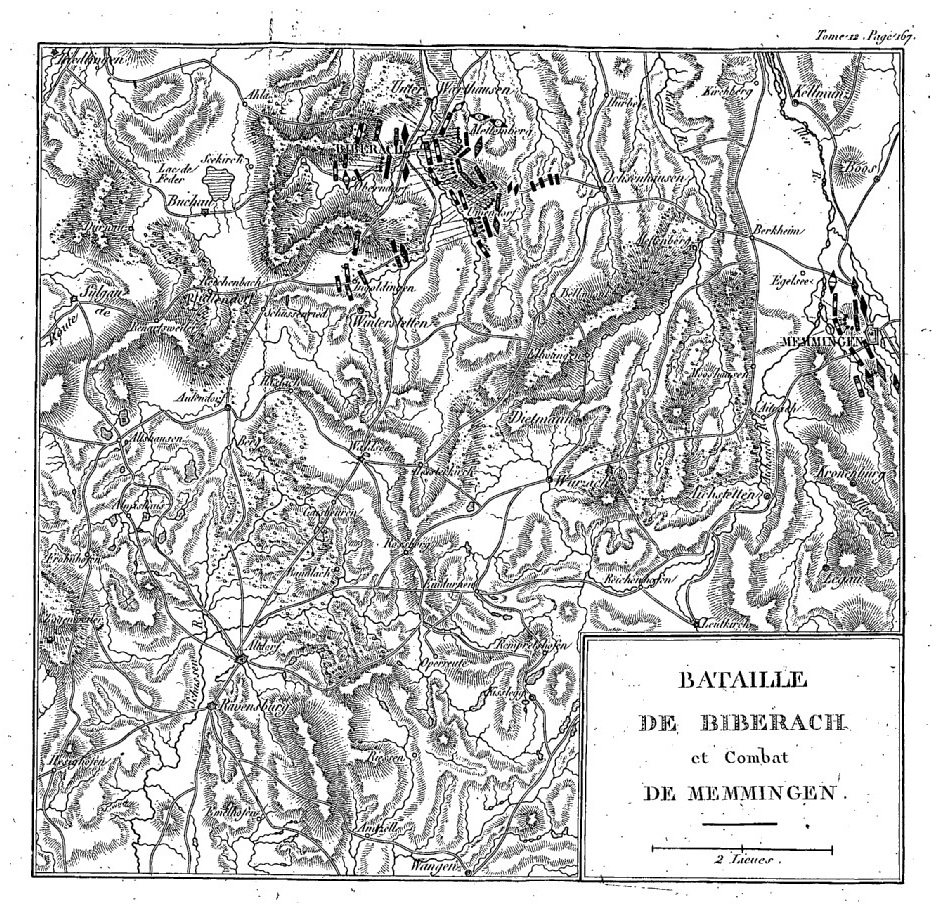
Mappa degli scontri di Biberach e Memmingen

La nuova posizione occupata dagli imperiali, tra l'Iller e Memmingen, era un vasto altopiano tra due strade principali, il cui accesso era difeso da trenta cannoni. La numerosa cavalleria nemica era schierata lì dietro la fanteria in linea. Lecourbe, che aveva forzato la marcia, lasciando Vandamme a osservare Leutkirch e Ravensburg, avanzò il 10 maggio su Memmingen, con la riserva e la divisione di Montrichard, per forzare l'attraversamento dell'Iller ad Aitrach, trovandosi però di fronte ad un ponte distrutto.
Lorge avrebbe fatto lo stesso a Egelsee, di fronte a Buxheim ma, a causa di un malinteso, solo due battaglioni apparvero in quest'ultimo punto e le due colonne di Lecourbe e Lorge attraversarono il fiume insieme al guado di Aitrach. Questo incontro fu, in effetti, piuttosto fortunato: ad Aitrach i francesi incontrarono una resistenza maggiore del previsto. Ciononostante, il ponte fu riparato e Wolkratshofen conquistata. La resistenza del nemico fu vigorosa a tal punto che gli imperiali riuscirono a respingere Lorge sulla riva sinistra del fiume. Per riportare in parità la lotta, Lecourbe inviò in avanti la brigata Schiner, che avanzando rapidamente contro il fianco sinistro degli imperiali, rovesciò la situazione. Gli austriaci non pensando di poter resistere a questo nuovo attacco, si ritirarono a Heimertingen.

## Conseguenze
La vittoria dei francesi costrinse, per l'ennesima volta nell'arco di due settimane, gli austriaci a ripiegare. Il combattimento non era certo sulla stessa scala di quelli avvenuti nei giorni precedenti, ma le perdite imperiali furono comunque consistenti, con quasi 2000 prigionieri.  Tuttavia, le operazioni sul fronte tedesco dovettero necessariamente rallentare: Napoleone aveva richiesto il trasferimento di 12000 uomini dall'esercito di Moreau verso l'Italia. Accontentato il console, Moreau dovette prendere del tempo per riorganizzare il proprio esercito.